# 梅林站 (岐阜縣)
梅林站（日语：／ Bairin eki */?）是位於岐阜縣岐阜市金園町7丁目，名古屋鐵道美濃町線的電車站（廢站）。

## 歷史
此站在1911年，美濃電氣軌道路線開通時同時啟用。在啟用當初，路線的起點是岐阜柳瀨站，從該站至此站之間是途經美殿町通。但是在1950年（昭和25年），隨著徹明通擴寬，美濃町線的走線改經該道路。起點站也改為徹明町站。而此站也遷移新線上。在2005年4月1日，美濃町線全線廢除時，此站也被廢除。
- 1911年（明治44年）2月11日 - 美濃電氣軌道神田町站（後來名為岐阜柳瀨站）至上有知站（後來名為美濃站）之間開通，此站啟用[3][4]。
- 1930年（昭和5年）8月20日 - 美濃電氣軌道與名古屋鐵道（第一代。同年中改名為名岐鐵道，在1935年起再改名為名古屋鐵道）合併。成為名古屋鐵道的美濃町線車站[3]。
- 1950年（昭和25年）4月1日 - 美濃町線的走線變更（起點站由岐阜柳瀨站改為徹明町站），此站也被遷移[3]。
- 2005年（平成17年）4月1日 - 美濃町線全線廢除，此站也同時廢除[4]。

## 電車站構造
截至電車站廢除前，此站是地面車站，設有2面2線的相對式月台。而乘車處是位於道路上，沒有安全地帶，只有被稱為「Green Belt」的路面範圍（在該處路面會塗上綠色塗裝）。在徹明町至梅林之間為雙線區間，從梅林至關方向為單線。因此，在自動信號化前，由於需要交換路票，因此車站職員經常在此站駐守。在車站北邊設有小型站房。

### 配線圖
| ← 徹明町方向    | 梅林站 站內配線略圖 | → 日野橋方向 |
| 图例 参考文献： |                     |              |

## 電車站周邊
在梅林瑞龍寺山腳處曾經設有車庫。車庫在1918年遷移至長住町（在1967年再遷移至市之坪）。
- 岐阜合同廳舍（日语：岐阜合同庁舎）
- 岐阜市立梅林小學（日语：岐阜市立梅林小学校）
- 梅林公園（日语：梅林公園）

## 相鄰電車站
名古屋鐵道
■美濃町線
金園町四丁目－梅林－金園町九丁目
美濃町線（舊線，在1950年廢除）
岐阜柳瀨－梅林
- 在舊線中，此站與岐阜柳瀨站之間曾經設有美園町站和殿町站。但是關閉日期不詳。

## 注腳
1. ↑  . 鄉土出版社. 1997: 58. ISBN 4-87670-097-4 （日语）.
2. ↑  川島令三. . 名古屋北部・岐阜篇 1. 草思社. 1997: 174. ISBN 4-7942-0796-4 （日语）.
3. 1 2 3 4 5  . 鄉土出版社. 1997: 219–230. ISBN 4-87670-097-4 （日语）.
4. 1 2 3  今尾惠介（監修）.  7 東海. 新潮社. 2008: 51–52. ISBN 978-4-10-790025-8 （日语）.
5. 1 2  川島令三. . 名古屋北部・岐阜篇 1. 草思社. 1997: 176. ISBN 4-7942-0796-4 （日语）.
6. ↑  電氣車研究會，《鐵道畫刊》通卷第473號 1986年12月 臨時增刊号 「特集 - 名古屋鐵道」，附圖「名古屋鐵道路線略圖」
7. ↑  . 鄉土出版社. 1997: 34. ISBN 4-87670-097-4 （日语）.